# Enric Morera i Català

Enric Morera i Català   (Oliva, 3 d'abril de 1964) és un polític i empresari valencià, ha estat president de les Corts Valencianes entre el 2015 i el 2023 i secretari general del Bloc Nacionalista Valencià (BLOC) de 2003 a 2016.

## Trajectòria política
Llicenciat en dret per la Universitat de València, la seua militància política va començar el 1981, dins el PNPV (Partit Nacionalista del País Valencià). L'any 1983 passaria a militar a la Unitat del Poble Valencià (UPV). Des de 1985 a 1987 va ser secretari general de Joves d'UPV. De 1990 a 1994 va ser funcionari de la Comissió Jurídica del Parlament Europeu.
L'any 1996 entra a l'Executiva d'UPV, i és un dels responsables de la formació de la coalició electoral UPV-Bloc Nacionalista, que donaria pas a la formació del BLOC, del qual va ser secretari d'organització fins al Congrés Fundacional de la formació.
Va ser candidat pel BLOC a l'alcaldia de València l'any 1999, així com candidat al Parlament Europeu dins la coalició BLOC-CiU-PSM. Morera va anar en cinquena posició de la llista i no va obtenir representació, tot i que tanmateix, el 2004 l'eurodiputat de CDC Carles Gasòliba va dimitir del seu escó al Parlament Europeu i Enric Morera va ser eurodiputat durant dos mesos i mig, formant part del grup parlamentari Els Verds-Aliança Lliure Europea.

### Secretari general del BLOC
En el marc del III Congrés Nacional del BLOC, celebrat el 2003, va ser elegit Secretari General de la formació substituint a qui fins al moment havia sigut el líder del nacionalisme valencià Pere Mayor. Morera va iniciar una estratègia per tal que el nacionalisme valencià aconseguira representació parlamentària a través d'aliances amb altres formacions polítiques d'esquerra.
El 2004 va encapçalar la llista del BLOC que es va presentar en coalició amb el partit ecologista Esquerra Verda a les eleccions generals espanyoles sense obtindre representació de nou. No aconseguiria el seu objectiu fins a les eleccions a les Corts Valencianes de 2007 quan el BLOC va bastir una aliança amb Esquerra Unida del País Valencià (EUPV) i altres formacions que esdevindria en la coalició Compromís pel País Valencià. El BLOC aconseguí dos diputats a les Corts: Morera per València i Josep Maria Pañella per Castelló.
L'aliança amb EUPV no va durar tota la legislatura degut a les desavinences amb un sector del partit d'esquerres alineat amb la seua líder Glòria Marcos. El corrent més valencianista d'EUPV, el liderat per l'històric Pasqual Mollà i la diputada Mónica Oltra s'alinià amb el BLOC el que suposà el trencament del grup parlamentari a les Corts.
En gener de 2006 va ser reelegit secretari general del BLOC amb el 85% dels vots, la xifra més alta mai aconseguida per un secretari general tant de la UPV com del BLOC.

### Coalició Compromís
A les eleccions de 2011 el BLOC es va presentar sota la marca Coalició Compromís, amb el partit format a partir de l'escissió d'EUPV, Iniciativa del Poble Valencià (IdPV) i Els Verds-Esquerra Ecologista. Morera és el candidat a la presidència de la Generalitat Valenciana, obtenint uns resultats històrics per al nacionalisme valencià de vora un 7,40% dels sufragis i 6 representants dels quals 3 per al BLOC.
El 2012 s'oficialitza la Coalició Compromís com a coalició permanent i Morera és nomenat portaveu de l'executiva nacional juntament amb la líder d'IdPV Mónica Oltra. Mesos després, l'octubre de 2012, va ser reelegit secretari general del BLOC amb el 87% dels vots durant el 6é Congrés Nacional d'aquesta formació.
A les eleccions de 2015 va cedir el lideratge de la coalició a Mónica Oltra i Morera ocuparia el segon lloc en llista per València. Compromís obté 19 escons a les Corts i un 18,7% dels vots, el millor resultat del nacionalisme valencià fins al moment. Aquest tomb electoral va permetre apartar al Partit Popular de les institucions valencianes gràcies a l'acord amb el Partit Socialista del País Valencià (PSPV-PSOE) i Podem.

### President de les Corts Valencianes
Enric Morera va ser elegit president de les Corts Valencianes per a la novena legislatura arran de l'Acord del Botànic amb el PSPV i Podem. Durant el seu mandat va participar activament en la Conferència d'Assemblees Legislatives Regionals d'Europa (CALRE) en defensa de la diversitat lingüística a Europa i va impulsar el Premi Guillem Agulló per tal de distingir aquelles trajectòries en defensa dels Drets Humans i la lluita contra l'odi. Morera va revalidar l'acta de diputat i de president de les Corts a les eleccions de 2019.
L'any 2016 es va celebrar el 7è Congrés del BLOC on Morera no va repetir al capdavant de la Secretaria General del partit. El va substituir la que fins aleshores era la secretària d'organització Àgueda Micó. L'altre candidat era Rafael Carbonell, considerat afí al sector de Morera, però aquest i altres dirigents històrics van intercedir per tal que s'integrara en la candidatura de Micó, esdevenint Morera president del BLOC. Amb el congrés de 2021 de refundació del partit cap a Més - Compromís, Enric Morera va passar a presidir també la nova formació política.

### Senador
Per a les eleccions a les Corts Valencianes de 2023 Morera no va aconseguir traure un resultat suficient en el procés de primàries de Compromís que el permeteren revalidar l'acta de diputat. Va quedar relegat en l'onzena posició.
El seu partit però li va reservar la plaça de senador al Senat espanyol per designació de les Corts Valencianes en la XV Legislatura espanyola el que va suposar una crisi interna Compromís. L'anterior senador per designació territorial Carles Mulet i el seu partit (IdPV) reclamaven aquest càrrec el que va suposar un trencament en el vot del grup parlamentari per primera vegada des de la creació de la coalició.

## Vida personal
A més de la seua tasca com a polític, Enric Morera és empresari autònom dins del sector del comerç, l'hostaleria, el turisme rural i la comunicació. Així, posseeix la meitat de la comercial Cases Castell de Biar i un 16% de Projecte Beastlive, a més d'un terç de Frediesport, empresa promotora de la pilota valenciana, de la qual és soci amb el pilotari retirat Alfred Hernando Hueso. Està casat i té tres fills. El seu iaio era marxador de trinquet, conegut com El blanc de l'Alqueria.

## Candidatures

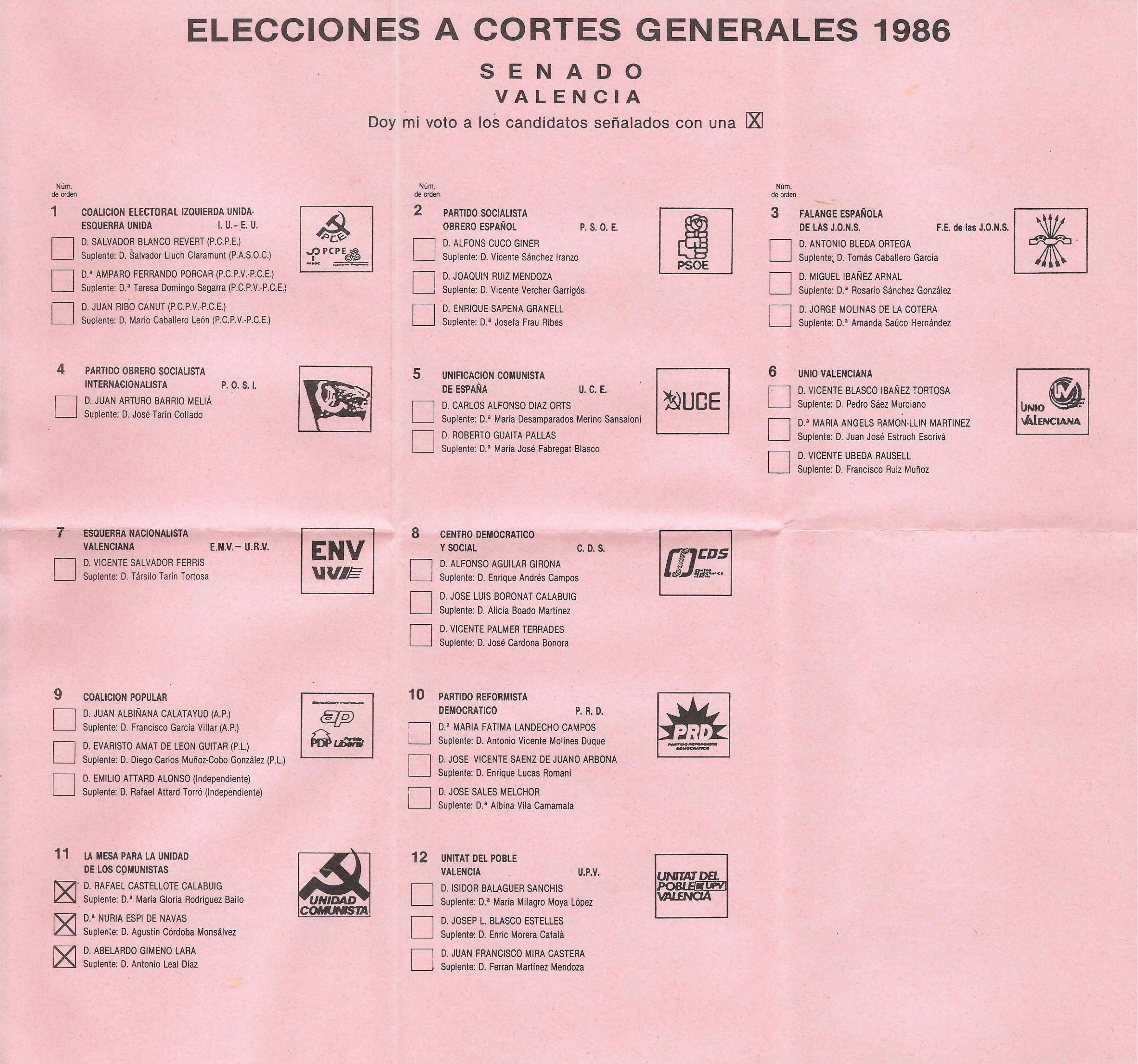
Enric Morera va ser candidat suplent al Senat el 1986.
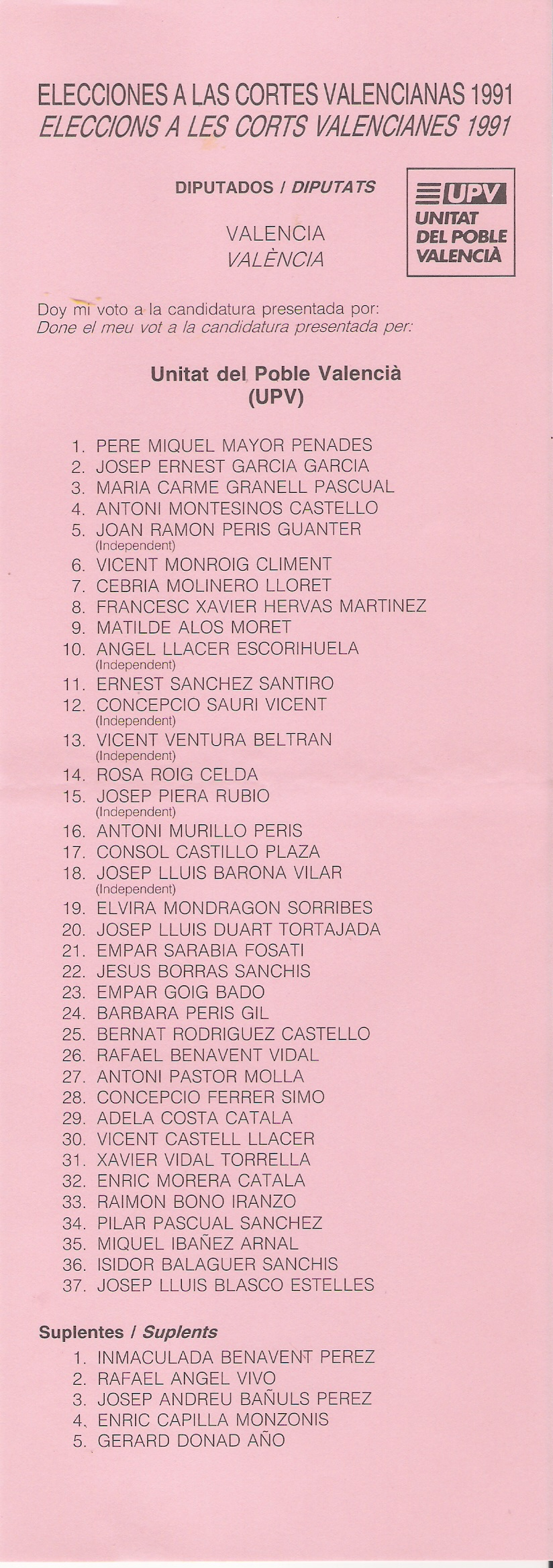
Lloc 32 en la llista per València d'Unitat del Poble Valencià a les Corts Valencianes, el 1991.
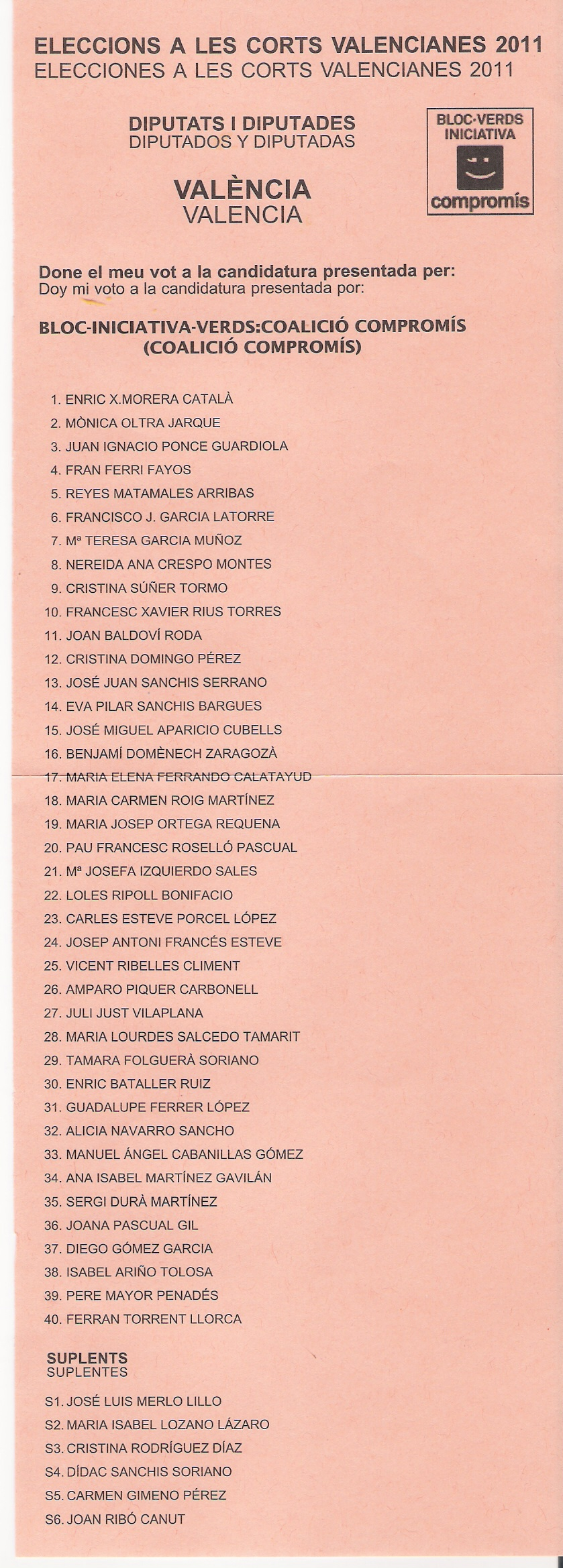
Enric Morera va ser cap de llista de Coalició Compromís a les eleccions a les Corts Valencianes de 2011.
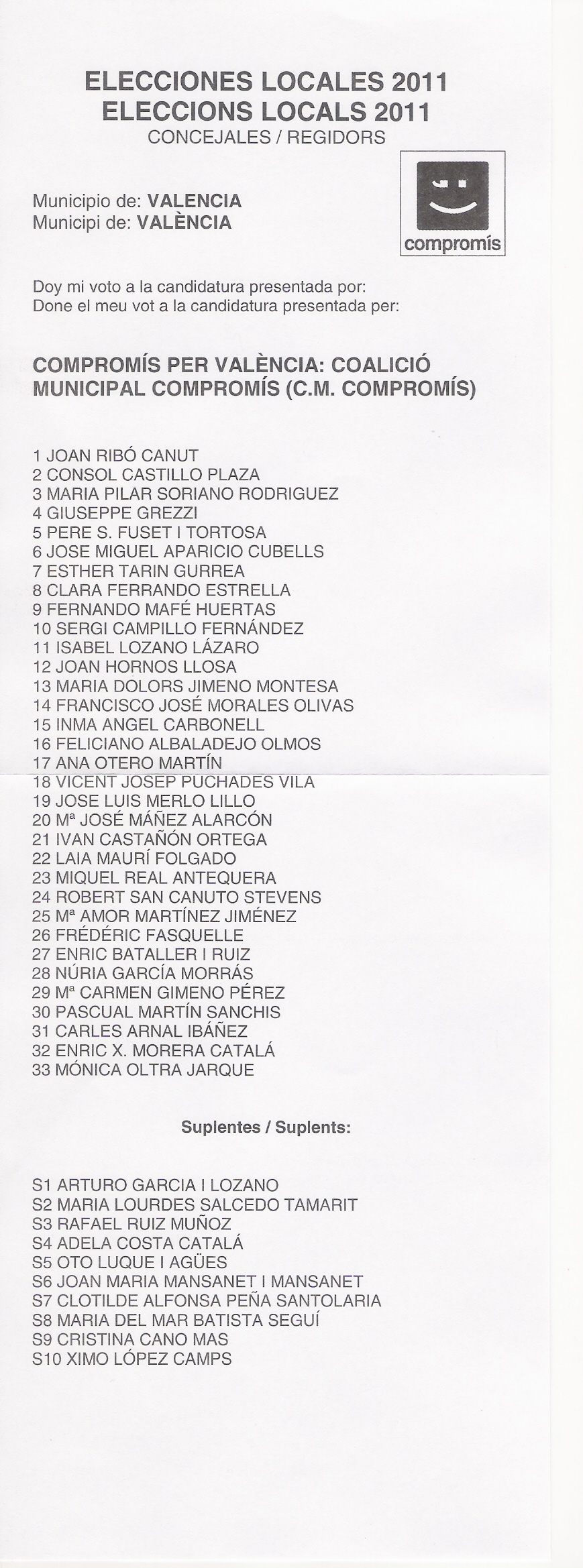
De manera simbòlica, va ocupar el Lloc 32 a la candidatura municipal per València de Compromís per València el 2011.

## Vídeos
- Parlament d'Enric Morera a l'acte central de Compromís a les eleccions a les Corts Valencianes de 2011.
- Conferència d'Enric Morera sobre el dèficit fiscal valencià.
- Parlament d'Enric Morera a l'acte central de Primavera Europea a València.
- Conferència d'Enric Morera i Mireia Mollà prèvia a les eleccions a les Corts Valencianes de 2015.
- Parlament d'Enric Morera a l'acte central de Compromís a les eleccions a les Corts Valencianes de 2015.
- Spot d'Enric Morera per a les eleccions a les Corts Valencianes de 2015.